# Vi gör så gott vi kan

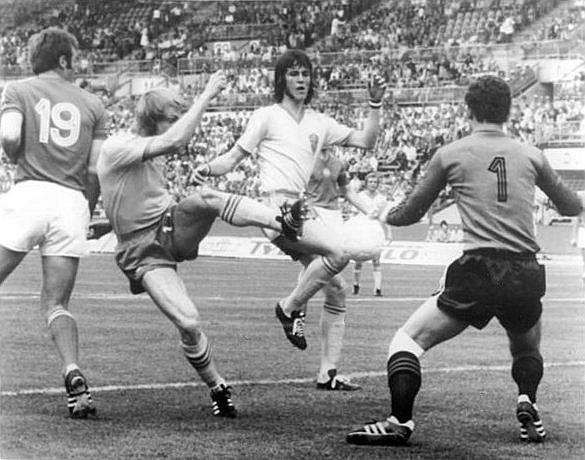
Ralf Edström

Vi gör så gott vi kan, skriven av Lasse Holm och Gert Lengstrand, är en fotbollslåt som var kampsång åt Sveriges landslag vid VM 1978 i Argentina.
De svenska spelarna och Schytts spelade in sången. Inspelningen avslutades med att Ralf Edström säger "En gör så gött en kan". Den 11 juni 1978 gick melodin in på Svensktoppen, där den hamnade på sjundeplats för att gången därpå ha slagits ut.

### Fotnoter
1. ↑  Information på Svensk mediedatabas
2. ↑  Svensktoppen - 1978